# UFC 231
UFC 231: Holloway vs. Ortega è stato un evento di arti marziali miste tenuto dalla Ultimate Fighting Championship l'8 dicembre 2018 al Scotiabank Arena di Toronto, in Canada.

## Risultati
|                                                   | Divisione             |                       |                 |                       | Metodo                                      | Round           | Tempo           | Premio          |
| Card Principale                                   | Card Principale       | Card Principale       | Card Principale | Card Principale       | Card Principale                             | Card Principale | Card Principale | Card Principale |
| ------------------------------------------------- | --------------------- | --------------------- | --------------- | --------------------- | ------------------------------------------- | --------------- | --------------- | --------------- |
| Sfida valida per il titolo di campione indiscusso | Pesi piuma            | Max Holloway (c)      | batte           | Brian Ortega          | KO tecnico (stop medico)                    | 4               | 5:00            | FOTN, POTN      |
| Sfida valida per il titolo vacante di campionessa | Pesi mosca femminili  | Valentina Ševčenko    | batte           | Joanna Jędrzejczyk    | Decisione unanime (49-46, 49-46, 49-46)     | 5               | 5:00            |                 |
|                                                   | Pesi welter           | Gunnar Nelson         | batte           | Alex Oliveira         | Sottomissione (rear-naked choke)            | 2               | 4:17            |                 |
|                                                   | Pesi piuma            | Hakeem Dawodu         | batte           | Kyle Bochniak         | Decisione non unanime (28-29, 30-27, 30-27) | 3               | 5:00            |                 |
|                                                   | Pesi mediomassimi     | Thiago Santos         | batte           | Jimi Manuwa           | KO (pugno)                                  | 2               | 0:41            | POTN            |
| Card Preliminare (Fox Sports 1)                   |                       |                       |                 |                       |                                             |                 |                 |                 |
|                                                   | Pesi paglia femminili | Nina Ansaroff         | batte           | Cláudia Gadelha       | Decisione unanime (29-28, 29-28, 29-28)     | 3               | 5:00            |                 |
|                                                   | Pesi leggeri          | Gilbert Burns         | batte           | Olivier Aubin-Mercier | Decisione unanime (30-27, 30-27, 29-28)     | 3               | 5:00            |                 |
|                                                   | Pesi paglia femminili | Jessica Eye           | batte           | Katlyn Chookagian     | Decisione non unanime (29-28, 28-29, 29-28) | 3               | 5:00            |                 |
|                                                   | Pesi medi             | Elias Theodorou       | batte           | Eryk Anders           | Decisione non unanime (29-28, 28-29, 29-28) | 3               | 5:00            |                 |
| Card Preliminare (UFC Fight Pass)                 |                       |                       |                 |                       |                                             |                 |                 |                 |
|                                                   | Pesi gallo            | Brad Katona           | batte           | Matthew Lopez         | Decisione unanime (30-27, 29-28, 29-28      | 3               | 5:00            |                 |
|                                                   | Pesi welter           | Dhiego Lima           | batte           | Chad Laprise          | KO (pugno)                                  | 1               | 1:37            |                 |
|                                                   | Pesi leggeri          | Carlos Diego Ferreira | batte           | Kyle Nelson           | KO tecnico (pugni)                          | 2               | 1:23            |                 |
|                                                   | Pesi mediomassimi     | Aleksandar Rakić      | batte           | Devin Clark           | KO tecnico (pugni)                          | 1               | 4:05            |                 |

## Premi
I lottatori premiati ricevettero un bonus di 50.000 dollari.
Legenda:
- FOTN: Fight of the Night (vengono premiati entrambi gli atleti per il miglior incontro dell'evento)
- POTN: Performance of the Night (viene premiato il vincitore per la migliore performance dell'evento)